# B2 (clasificación)

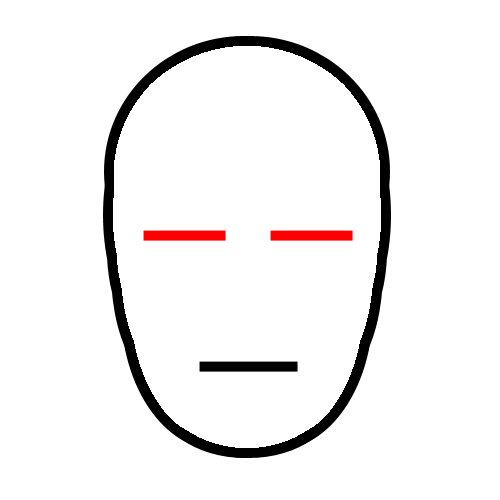
Ilustración de esta clasificación.

B2 es una clasificación paralímpica para deportistas con deficiencias visuales, es decir, personas sin el sentido de la vista. Esta clasificación se utiliza en el fútbol a cinco para ciegos. En equitación, el grado 4 es equivalente a B2. La clasificación comparable en la canoa adaptada es LTA-B2. Esta clasificación también se ha empleado en atletismo, y esquí.
La Federación Internacional de Deportes para Ciegos (International Blind Sports Association en inglés) se encarga de esta clasificación, y la define como la "habilidad para reconocer la forma de una mano con una agudeza visual de 2/60 y/o campo visual de menos de 5 grados." El Comité Paralímpico Canadiense define esta clasificación como "hasta aproximadamente 3-5% de visión funcional."